# ACC (社団法人)
一般社団法人ACC（英文名称：All Japan Confederation of Creativity）は、コマーシャルに関わる企業により構成される業界団体である。2018年9月までの名称は、一般社団法人全日本シーエム放送連盟（ぜんにっぽんシーエムほうそうれんめい、英文名称：All Japan Radio & Television Commercial Confederation）。
日本アドバタイザーズ協会、日本広告業協会、放送広告代理店中央連盟、日本アド・コンテンツ制作社連盟、日本民間放送連盟に参加している各社により構成されている。元総務省所管。

## 概要
放送広告の健全な発展と育成を目的に、1960年に「CM合同研究会（Allied CM Council; 略称ACC）」として発足。1963年に「全日本CM協議会（All Japan Radio＆Television Commercial Council; 略称ACC）」に改組。1993年に社団法人化し、「全日本シーエム放送連盟」となった。2018年、それまでも略称であった「ACC」に名称を変更した。
主な活動として下記にて詳述する「ACC TOKYO CREATIVITY AWARDS」の開催の他、コマーシャル作品の再利用に関する諸権利の処理を行う「CM情報センター」の運営などがある。

## ACC TOKYO CREATIVITY AWARDS
ACC TOKYO CREATIVITY AWARDSは、ACCが主催する、テレビCM・ラジオCM等の優れた作品を表彰する賞。CMの質的向上を目的に、1961年に創設された「ACC CM FESTIVAL」を前身とし、2017年から対象枠を拡げ、リニューアルした。
1年間に放送されたコマーシャル作品の中から優秀作品を選抜し、毎年10月頃発表を行う。フィルム部門・ラジオCM部門・マーケティング・エフェクティブネス部門（CM作品を含めたマーケティング企画に対する表彰）の3部門ごとに、最高賞となる総務大臣賞/ACCグランプリ他の賞が贈られる。フィルム部門は2014年までのテレビCM部門を再編したもので、「Aカテゴリー」（従来のテレビ向けCM）と「Bカテゴリー」（Web上で公開された映像広告）に分けられた。
作品選出基準としては、
- 効果性: 理解や共感、生活への有用性
- 独創性: 新鮮でユニークな表現
- 倫理性: 社会倫理との整合性

などが挙げられている。

### 各部門
- フィルム部門（Aカテゴリー）
- フィルム部門（Bカテゴリー）
- ラジオCM部門
- マーケティング・エフェクティブネス部門
- インタラクティブ部門
- メディアクリエイティブ部門
- クリエイティブイノベーション部門

### 受賞作品
テレビCM部門（2014年まで）及びフィルム部門Aカテゴリーの「総務大臣賞/ACCグランプリ」受賞作。
- 2002年 - キユーピー「料理は高速へ（黄ピーマン）」「料理は高速へ（ビーツ）」「料理は高速へ（タマネギ）」
- 2003年 - サントリー・燃焼系アミノ式「グッパイ、運動。シリーズ（回転少女・上昇サラリーマン・くるくるピクニック）」
- 2004年 - ネスカフェ「朝のリレー・空」
  - さまざまな朝の空の映像とともに、谷川俊太郎の『朝のリレー』が朗読されたもの。音楽は俊太郎の子である谷川賢作が担当。
- 2005年 - ファンタ「そうだったらいいのにな（ヤギ・カメラマン・リモコン）」
- 2006年 - ライフカード「カードの切り方が人生だ（海外出張／a Xmas night／フレッシュマン来たる／マドンナ）」
  - オダギリジョー・古田新太・桜井幸子らが出演。
- 2007年 - 日立マクセルDVD「ずっとずっと。新留小学校編（ずっとずっと。3人の思い出・ずっとずっと。最後の授業・ずっとずっと。最後の日）」
  - 2007年3月31日にテレビ東京系で放送されたスペシャル番組『ずっと、宝物』内で放送された、小学校休校までの最後の7日間を追ったドキュメンタリー形式のCM。わずか1日のみの放送、しかも全部で約8分にも渡る作品が最高賞を受賞するという近年にない受賞例となった。
- 2008年 - ソフトバンクモバイル「ホワイト家族（家族で通話／広告批評／同窓会／アヤ間違える）」
  - 出演した上戸彩、樋口可南子、ダンテ・カーヴァー、お父さん犬（「カイ」）はベスト演技賞も受賞（お父さんの声役の北大路欣也は含まれていない）。
- 2009年 - サントリー・「BOSS／宇宙人ジョーンズ（地上の星・屋台・知事・刑事）」
  - 「宇宙人ジョーンズ」シリーズは翌年以降も連続して入賞（ACCゴールド受賞）している。
- 2010年 - 梅の花「夜は夜の梅の花/旅館みたいだね/ちょうど間」
- 2011年 - 九州旅客鉄道・九州新幹線全線開業「総集編」
  - 2011年3月と4月に九州地区限定で数回のみ放送された180秒バージョン。地域限定CMがグランプリを受賞するのは異例。
- 2012年 - トヨタ自動車「ReBORN」（リボーン篇/出発篇/宇都宮・餃子篇/ヒッチハイク篇/ハワイアンズ篇/猪苗代湖篇/工場篇/石巻篇）、本田技研工業「負けるもんか（プロダクト編）」
  - 異例の2作品同時グランプリ受賞となった。奇しくも2作品とも「ブランドを語ることで今の日本を語る」[2] 自動車メーカーの企業CMであった。
- 2013年 - ナイキジャパン「NIKE BASEBALL 宣誓」
- 2014年 - サントリー「ペプシNEX ZERO（桃太郎「Episode.zero」篇／桃太郎「Episode.1」篇）」
- 2015年 - 東海テレビ放送「自社キャンペーン~戦争を、考え続ける~／総集編」
  - 東海テレビの女性記者による、戦争に関する様々なインタビューによる公共広告のスポットCMをまとめたもの[3]。公共キャンペーンが受賞するのは異例だが、1回目の投票で大差で決定したという。
- 2016年 - KDDI・au「三太郎シリーズ（au ガラホ 海の声篇　他計12篇）」[4]
- 2017年 - 住友生命保険・1UP（「海外、向こうで1UP 入国審査官の証言」篇 他計5篇）[5]
- 2018年 - UHA味覚糖・さけるグミ（さけるグミ「デート」30秒篇 他計11篇）[6]
- 2019年 - ブックオフコーポレーション「フィクションは本だけに店員篇／冗談よしてや店員篇」、アンファー「スカルプD メディカルミノキ5（出会い篇／なかよし篇／嬉しかったこと篇／初詣篇）」
- 2020年 - Netflix「Netflix 人間まるだし。」
- 2021年 - 大塚製薬「カロリーメイト 見えないもの篇」
  - 大塚製薬「カロリーメイト」の受験生応援シリーズCMの第7弾。コロナ禍での受験生の姿を追う120秒バージョン。